# Киле
Киле (от арабски „kile“) е арабска мярка за тегло, приблизително равна на 40 килограма. Разпространена е като единица мярка за измерване теглото на зърнени храни в Османската империя, в т. ч. и сред балканските народи. Характерното за прилагането на това измерително средство е, че не е стандартизирано и еднакво за ползване в империята по цялата ѝ територия. В различните региони има приети различни технически средства за измерване, които с еднаквия си обем, определят еднаквост на теглото само за този регион и изрично се подчертава в наименованието от къде е мярката. Тези измерителни средства представляват дървени съдове, с големината на кофа или значително по-големи като дървени каци, със строго определен обем. Въпреки че с тях се определя само тегло на зърно, измерването е относително, защото теглото на зърното е силно зависимо от това дали е прясно овършано или измерването се провежда месеци по-късно. Т.нар. хектолитрово тегло на зърното е показателно за това, че престоялото в складовете зърно губи от теглото си, поради намаляване на влагата в него.
Проучвана и изследвана в литературата, използваната през Османския период на Турция, мярката киле за тегло по региони има различни наименования както и различни измервани количества зърно.

## Класификация по региона на използване
- Адрианополско киле. Мярка за тегло на зърнени храни по античното наименование на град Одрин. Измерва се с 20 оки = 25,640 кг. [2]
- Албанско киле. Мярка за тегло на зърнени храни измервана за едно Албанско киле с 30 оки = 38,400 кг. [3]
- Балчишко киле. Едно Балчишко киле е равно на 3 Цариградски килета има вместимост 111 литра = 60 оки = 76,920 кг. [4]
- Берковско киле. Едно Берковско киле = 100 литра = 54 оки = 9,228 кг. [5]
- Вардарско киле. Едно Вардарско киле = 85 оки = 108,970 кг. [6]
- Волоско киле (на името на град Волос, обл. Тесалия, Гърция). Едно Волоско киле се измерва със 110 оки = 141,020 кг. [7]
- Добричко киле. Едно Добричко киле има вместимост 138,750 литра, измерва тегло 75 оки = 96,150 кг. [8]
- Добруджанско киле (на името на географската област). Едно Добруджанско киле е равно на 1 Варненско киле, равно е на 1 Балчишко киле и е равно на 3 Цариградски килета = 111 кг. Според други проучвания едно киле се измерва или със 70 оки = 89,740 кг, или с 60 оки = 76,920 кг. [9]
- Западнобългарско киле. През 1861 г. едно Западнобългарско киле има вместимост 38,85 литра, измерва тегло 21 оки = 26,922 кг. [10]
- Кюстендилско киле. Кюстендилското киле и известно с две стойности на измерваните зърнени храни. Първият съд за измерване е с обем 185 литра и измерва тегло от 100 оки= 128,200 кг. Вторият измерител е съд с вместимост 595 литра, тегло на измерваното зърно 320 оки = 410,240 кг. [11]
- Македонско киле (на името на географската област). Едно Македонско киле има доста неуточнени габарити и вместимост. Обикновено този измерител има обеми от 163,95 – 185 литра и измерва зърно с тегло от 87-100 оки = 111,534 – 128,200 кг. [12]
- Монтанско киле (използвана е съвременна именна транскрипция за наименованието на стария град Кутловица). Едно Монтанско киле има съд за измерител с вместимост 185 литра, тегло на измерваното зърно 100 оки = 128,200 кг. С еднаква стойност на тази мярка са и използваните измерителни съдове с наименованията Ловешко киле, Плевенско киле, Видинско киле и др. [13]
- Никополско киле. През ХVІ век едно Никополско киле се измерва с вместимост на съда 185 литра и тегло на зърното в него равно на 100 оки = 128,200 кг. [14]
- Общобългарско киле. Тази мярка за зърнени храни измерва малки количества зърно и е с неуточнено място на използване. През 1846 г. едно Общобългарско киле се измерва в съд с вместимост от 40,700 до 44,400 литра и измерва тегло 20-24 оки = 25,640 – 30,768 г. [15]
- Оряховско киле (на името на град Оряхово на Дунав). Едно Оряховско киле се измерва със съд с вместимост 222 – 229,4 литра или 120 – 124 оки = 153,840 – 158,968 кг.[16]
- Пловдивско киле. През ХVІ век едно Пловдивско киле се използва със стойности – 185 литра или 100 оки = 144,400 кг. През ХVІІІ век се използва за измерване киле с вместимост 44,400 литра или 24 оки = 30,768 кг. В средата на ХІХ век едно киле има обем 101,750 литра или 55 оки = 70, 510 кг.[17]
- Цариградско (истанбулско) киле = 37 килограма. [1]

## Цитирана литература
- Харитонов, Христо. Стари мерки, теглилки и монети в България (VІІ-ХХ век).   Издателство „Абагар“. ISBN 954-427-607-6, 2004.